# نجيب العوفي
نجيب العوفي (ولد عام 1948 -). كاتب وناقد مغربي .

## مسيرته
ولد الدكتور نجيب العوفي بقرية تغزوت (إقليم الدريوش) شمال المغرب سنة 1948 تلقى تعليمه الأولي بقريته تغزوت ببني وليشك، واستكمل تعليمه الابتدائي بمدينة تطوان، بمدرسة مولاي إسماعيل، وتابع دراسته الثانوية بثانوية القاضي عياض بالمدينة نفسها، ثم التحق بكلية الآداب بفاس حيث حصل منها على الإجازة في الأدب العربي سنة 1970.كما التحق بكلية الحقوق بالرباط، وحصل منها على الإجازة في الحقوق سنة 1975. ثم تابع دراسته الجامعية العليا بكلية الآداب والعلوم الإنسانية بالرباط، فأحرز على دبلوم الدراسات العليا سنة 1980. وفي سنة 1985 أحرز على دكتوراة السلك الثالث في الأدب العربي.

## مؤلفاته
من بين ما نشر للدكتور نجيب العوفي:
- عوالم سردية، متخيل القصة والرواية بين المغرب والمشرق،
- درجة الوعي في الكتابة.
- جدل القراءة.
- مقاربة الواقع في القصة القصيرة المغربية: من التأسيس إلى التجنيس.
- ظواهر نصية.
- مساءلة الحداثـة.